# Te (Az év embere)
2006-ban a Time magazin Az év embere titulust annak a több millió névtelen szerkesztőnek ítélte, akik olyan felhasználók által generált oldalakat szerkesztenek, mint a Wikipédia, YouTube, MySpace, Facebook, Second Life, a Linux operációs rendszer vagy más hasonló projekt. A megnevezés szimplán „Te” lett.

## Háttér
Míg korábban a legtöbb nyertes történelmileg fontos személy volt, voltak szimbolikus jelentésűek is, mint például egy társadalmi osztály, de voltak élettelen dolgok is: a számítógép (Az év gépe 1982) és a veszélyeztetett Föld (Az év bolygója 1988).
Hasonló médiadíjak már korábban elismerték az online közösségek növekvő jelentőségét és a szerkesztők által generált tartalmakat: a Business 2.0 2006 júliusi "50 ember, aki most számít" listáján szintén „Te” lettél az első. Az ABC News pedig 2004-ben a bloggereket választotta az „Év embereinek”.

## A döntés
A Time magazin szokásos eljárása szerint különböző hírügynökségek javasoltak különböző jelölteket. „Te” vagy a „YouTube-os srácok” kifejezések merültek fel, mint lehetséges nyertesek 2006 novemberében. Az olvasók véleményei szintén az interneten keringtek. A végső döntést a magazin ügyvezető szerkesztője Richard Stengel hozta meg, aki téged választott Mahmoud Ahmadinejad előtt.
A döntést a magazin 2006. december 13-i számában tették közzé. A Time címlapján egy iMac számítógép képernyője látszott, melyet fémes borítás fedett. Az alkotók szándéka szerint az ablakban a YouTube-szerű oldalnak online tartalomként kellett tükröznie olvasója tükörképét.
A döntéssel kapcsolatban magyarázatot az NBC szerkesztője Brian Williams és a Time szerkesztője Lev Grossman adott. Ahogy Grossman mondja: „Ez arról a sokaságról szól, akik a kevesek kezéből kiragadják a hatalmat, ingyen segítenek egymásnak, továbbá arról, hogy ez nemcsak a világot változtatja majd meg, hanem azt is, ahogyan a világ változni fog.”

## Kritika
A döntést sokan kritizálták és olyan rövidlátó döntésnek titulálták, ami nem vett számításba más hírszerkesztőket 2006-ban. Paul Kedrosky tudós „a felelősség alól való hihetetlen kibúvásnak” nevezte és megjegyezte, hogy a választás csupán „a felhasználók által létrehozott oldalak egyfajta, rövidtávon elérhető piaci csúcsára” esett.